# Robert Pirosh
Robert Pirosh (Baltimore, 1 de abril de 1910 - Los Angeles, 25 de dezembro de 1989) foi um roteirista e cineasta estadunidense. Ele ganhou o Oscar de melhor roteiro original por O preço da glória de 1949. O drama premiado de Pirosh baseou-se na Batalha do Bulge, na qual tropas dos Estados Unidos foram cercadas pelo exército alemão durante oito dias em Bastogne.

## Biografia
Em uma carreira de três décadas em Hollywood, Robert Pirosh foi roteirista, produtor e diretor de uma dúzia de filmes conhecidos e um número similar de séries de televisão. Foi escritor ou co-autor de Um Dia nas Corridas dos irmãos Marx; Casei-Me com uma Feiticeira; Sonhando de Olhos Abertos, uma comédia de Danny Kaye de 1944; O Inferno é para os Heróis; Águias em Alerta; À Caça de um Clandestino; Todos São Valentes (também atuou como diretor); O Vale dos Reis (também atuou como diretor) e O Amor Chegou com a Primavera.
Na televisão, ele escreveu os programas-piloto de Laramie e Combat!. Ele também escreveu vários segmentos de Hawaii Five-0, Ellery Queen, na NBC, Mannix, Bonanza, Ironside, The Waltons e Barnaby Jones.